# Domaine des Prés
Le domaine des Prés est un château situé à Montgeron, dans le département de l'Essonne.

## Histoire
L'histoire de ce château, ou plutôt de cette vaste maison de campagne, qui ne sera baptisé « domaine des Prés » qu'à la fin du XIXe siècle, n'est connue qu'à partir du 3 avril 1775, date à laquelle la propriété fut acquise par le comte de Provence, futur Louis XVIII, devant Maîtres Pierre-Charles Gondouin et Lherbette, notaires à Paris, moyennant 15 000 livres, pour y établir le siège de la capitainerie des chasses de Sénart. Le marquis Anne-Pierre de Montesquiou-Fézensac, premier écuyer du comte de Provence et  capitaine en second de la capitainerie royale de Sénart, y logea régulièrement.
À la révolution, il fut vendu comme bien national, et alors acquis par M. de Folleville, qui y fit réaliser des travaux par l'architecte Alexandre-Théodore Brongniart auquel il confia la réalisation des écuries, des serres et des fruitiers.
Il devient ensuite la propriété du comte Anne Joseph Thibaut de Montmorency, issu d'une des plus illustres maisons de France, troisième fils du duc de Montmorency, né le 17 mars 1773 à Paris, émigré pendant la Révolution, maréchal de camp sous la Restauration. Il mourut d'un accident de voiture le 24 octobre 1818 à Montgeron, son cheval s'étant emballé à proximité de sa propriété et son cabriolet s'étant fracassé contre le portail d'entrée. Son épouse, Euphémie Théodora Valentine de Harchies, qui n'en avait pas d'enfant, se remaria deux ans plus tard avec son neveu, Raoul duc de Montmorency, et vendit le domaine en 1822 à François Guyot de Villeneuve. 
Ce dernier, né en 1766, appartenait à une ancienne famille parisienne qui avait donné plusieurs échevins à la capitale et habitait à Paris l'hôtel d'Hallwyll , œuvre de l'architecte Ledoux. Ayant émigré aux États-Unis pendant la Révolution, il était à la tête d'une des principales maisons de négoce en gros de fourrure  commerçant avec l'Amérique du Nord et les pays de la Baltique. Passionné d'horticulture, il possédait vraisemblablement déjà des jardins à Montgeron puisqu'il existe de la main de Brongiart (mort en 1813) des plans de serres et d'orangeries effectués pour un M de Villeneuve à Montgeron. Quoi qu'il en soit, il développa dans la propriété des collections renommées de fleurs, notamment de pivoines, et de fruits . On lui doit ainsi la création d'une nouvelle variété de poire, la beurré de Montgeron, obtenue à partir d'un greffon ramené de sa propriété de Saint Léger dans le Cher. Mais ses collections d'orangers y étaient particulièrement remarquables. Elles sont souvent cités dans les revues spécialisées de l'époque. Ainsi dans le compte-rendu de la Société royale d’horticulture de France de 1847 : « La collection d’oranges, limons et cédrats que  M. de Villeneuve, de Montgeron, a exposée est une collection unique, vraiment remarquable, et que ne présente aucune des plus belles orangeries royales; elle prouve que M. de Villeneuve n'a rien épargné pour compléter sa collection, et qu'il suit avec soin, pour la culture de ses Oranges, les préceptes de Scbabol, de Risso, de Galesio, de Thoùin, etc., etc. Le jury lui a décerné une de ses grandes médailles, en exprimant le désir de voir multiplier par la greffe les variétés rares et nouvelles de sa collection, pour les propager dans les orangeries royales des Tuileries, de Versailles, de Saint-Cloud, Neuilly, Meudon, Compiègne, Fontainebleau, etc. » Cette collection se composait de plus de 200 pieds, représentant environ 80 variétés.
François Guyot de Villeneuve mourut dans sa propriété de Montgeron le 2 novembre 1848 et son épouse, Charlotte  Goblet, fille elle aussi d'un échevin de Paris qui avait participé à l'Assemblée des notables réunie par Calonne en 1787,  trois ans plus tard. Leurs cinq enfants (parmi lesquels, Amélie de Belleyme, épouse de Louis-Marie de Belleyme, préfet de police de Charles X, qui y fit de nombreux séjours) mirent alors le domaine en vente. Leur fils aîné, le financier François-Pierre Guyot de Villeneuve (père de Gustave Guyot de Villeneuve), conserva jusqu'en 1857 l'usage des serres et de l'orangerie, année à laquelle il fit rapatrier à Paris et dans le Cher les principales collections d'orangers, de citronniers et de pivoines. 
La description précise de ce qu'était alors la propriété est donnée par le prospectus de mise en vente du domaine en 1852.
« Vente en l’audience des criées du Tribunal de la seine le samedi 24 avril 1852 d’une grande maison de campagne avec parc dessiné à l’Anglaise, potager et verger, située rue de l’Église à Montgeron.
Son entrée est située près le débarcadère de la ligne de chemin de fer Paris-Lyon.
Dominant la jolie vallée de la Yerres, et isolée dans tout son pourtour de toute propriété mitoyenne par des murs de clôture dont une forme terrasse, elle contient :
Un grand corps de bâtiment principal composé d’un rez-de-chaussée de réception, comprenant une belle antichambre, salle à manger, salon, grand salon, bibliothèque, salle de billard, chambre à coucher aves cabinets. Près de la salle à manger sont les cuisines, l’office, une pièce pour communs, la laverie et les dépendances avec  bucher. Deux petites caves sont situées à l’extrémité du grand corridor de service. Le premier étage est divisé en un grand nombre de chambres à coucher avec cabinets. Il est desservi par plusieurs escaliers donnant également à accès à un entresol dans lequel est la lingerie et ses dépendances. L’étage du comble contient les chambres des domestiques éclairées par les mansardes.
Près de l’entrée de la propriété sont les bâtiments pour dépendances et la basse-cour. Ils se composent du logement des jardiniers, d’une belle construction renfermant au rez-de-chaussée une écurie pour dix chevaux, une étable pour deux vaches, une laiterie bien organisée, une remise, un escalier ; au premier étage, les chambres de domestiques. En retour est la grange, avec porche couvert en avant. En face celle-ci est un bâtiment spécial avec premier étage comprenant le fruitier. Ces deux bâtiments sont réunis par une belle grille en fer forgé d’un développement égal à celui de la longueur des écuries, formant ainsi une vaste basse-cour.
Le jardin dans lequel sont des eaux-vives, est planté en massifs et touffes d’arbres d’agrément et de choix. Il est tracé à l’anglaise, une partie néanmoins est affectée au potager, planté d’arbres fruitiers en plein rapport, avec espaliers et contre-espaliers, et renferme une melonnière et deux serres chauffées.
En dehors de l’enceinte de cette propriété, mais vis-à-vis de son entrée est un enclos renfermant une glacière et une orangerie chauffée et un puits.
La propriété se compose en outre d'une quinzaine d’hectares de terres, vignes et bois, dont le bois Renault d’environ huit hectares. »
Le domaine fut acquis par Balthazar Isidore Antoine Mitjans, né en Espagne en 1798, qui avait réalisé une fortune considérable à Cuba puis développé ses affaires dans toute l'Europe. Après sa mort et celle de son épouse, survenue l'une et l'autre à Montgeron, respectivement en 1869 et 1854, le domaine revint à son fils François de Paule Mitjans, né le 2 avril 1828 à La Havane, banquier, qui avait épousé Joséphine Manzanedo, fille naturelle et unique héritière d'un ancien associé de son père à Cuba, Juan Manuel de Manzanedo (es), un autodidacte devenu l'un des hommes les plus riches d'Espagne et fait par le roi d'Espagne marquis de Manzanedo (en 1864) puis duc de Santoña (en 1875) et grand d'Espagne. La filiation de Joséphine ayant été légitimée par la reine Isabelle d'Espagne, ces titres et distinctions passèrent après la mort de Juan Manuel à la descendance de François de Paule Mitjans. Ce dernier conserva à son service le jardinier chef des Guyot de Villeneuve, Prévost, et continua à s'intéresser de près à l'horticulture. On lit ainsi dans le compte-rendu des travaux de la société impériale d'horticulture pour 1857 : "M. Mitjans, propriétaire à Montgeron, a présenté à la séance du 9 octobre un lot composé de 49 variétés de potiron, giroreont, courge, coloquinte et calebasse, 16 de tomate, 6 de piment, 5 de patate. La plupart des graines de ces plantes reçues par lui d'Espagne, avaient fourni des spécimens extrêmement curieux et dont quelques-uns étaient nouveaux." François de Paule Mitjans mourut le 9 septembre 1904 à Montgeron.  
Vendu peu après, la propriété fut acquise par M. Bidal, un grand industriel du textile, fournisseur de l’armée, et dont le fils Pierre Bidal vendit le domaine en 1930 à la congrégation des Sœurs Servantes du Saint-Cœur de Marie. Cet ordre avait été fondé en 1865 par Jeanne-Marie Moisan. Celle-ci,  à l’initiative du père spiritain François Delaplace, directeur de l’Œuvre de la Sainte Famille, avait créé cinq ans auparavant  un orphelinat de filles à Paris. C’est cette œuvre purement caritative que Jeanne-Marie Moisan, devenue  Mère Marie du St Sacrement, avait transformé en Congrégation. L’ordre, s’était développé progressivement tant en France qu’à l’étranger et était arrivé à Montgeron en 1892  pour s'occuper d’un asile de vieillards et d’une école  de jeunes filles. En 1928, les  sœurs avaient été autorisées par la  famille Bidal à ouvrir une école dans les anciennes écuries, qu’elles avaient placée sous le vocable de sainte Thérèse. 
La propriété fut alors adaptée à la vie conventuelle et l’architecte Henri Vidal y créa une chapelle en 1931 dont les vitraux furent réalisés par l'atelier de Jacques Grüber.
Une grotte ossuaire fut aménagée dans le parc pour y recevoir en 1935 les corps du père François Dalaplace et de Jeanne-Marie Moisan.
Après la guerre, le logis principal a connu quelques remaniements et extensions afin de loger les novices. Le fronton fut démoli pour accueillir des pièces sous les toits.

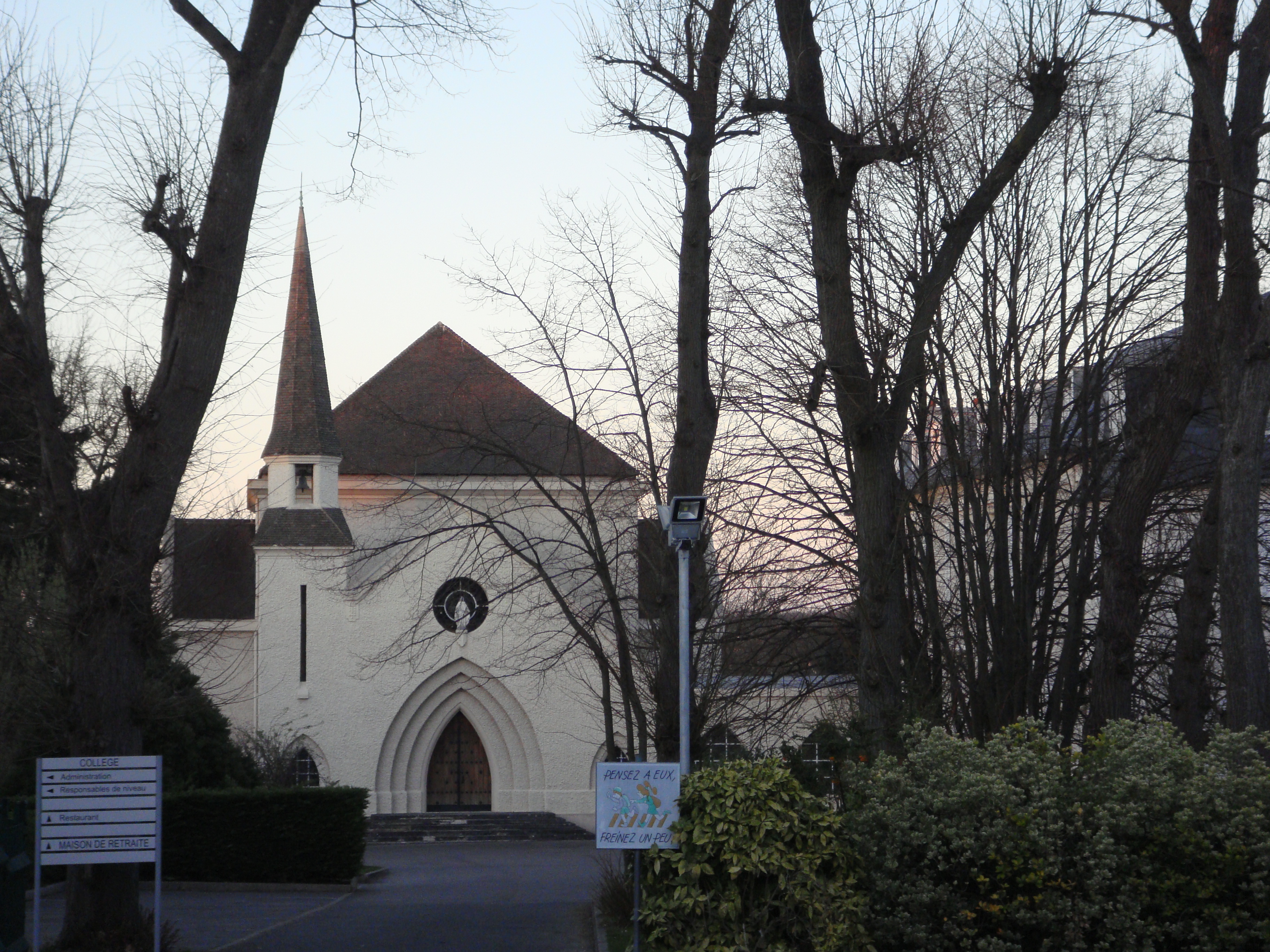
La chapelle et le logis (derrière les arbres à droite).

Le domaine est toujours la propriété des Sœurs Servantes du Saint-Cœur de Marie.

## Sources
- Mémoires de la Société de l'histoire de Paris et de l'Île-de-France, Volume 50, 1930

- Minutier central des notaires parisiens, illustrations.

- État-civil de Montgeron.

- Rapports de la société royale d'horticulture

- (es) Rafael Portell Pasamonte, Don Juan Manuel Manzanedo y Gonzalez, I duque de Santona, I marques de Manzanedo